# Bourák
Bourák je český film režiséra Ondřeje Trojana z roku 2020. Jedná se o hudební komedii, která se odehrává ve fiktivním městě Šlukdorf na severu Čech po sametové revoluci.
Film měl premiéru 11. června 2020. Kvůli pandemii covidu-19 zvažoval producent a režisér Ondřej Trojan přesun premiéry na podzim nebo na další rok, ale nakonec se rozhodl film uvést v červnu 2020, protože prý jde o žánrový oddechový letní film, který by na podzim již tak nevyzněl. Navíc bude na podzim přetlak dalších odsunutých filmů.

## Výroba
Film se natáčel v roce 2019 ve Varnsdorfu.

## Obsazení
| Ivan Trojan        | Bourák   |
| Veronika Marková   | Kamila   |
| Kristýna Boková    | Markéta  |
| Jiří Macháček      | Ruda     |
| Kateřina Winterová | Elvíra   |
| Petra Nesvačilová  | Jiřina   |
| Jiří Šimek         | Franta   |
| Jaromír Dulava     | Luděk    |
| Kryštof Hádek      | Dejvy    |
| Ady Hajdu          | Zlaťák   |
| Alena Pajtinková   | Bublina  |
| Jaroslav Róna      | Tlusťoch |

## Recenze
- František Fuka, FFFilm, 5. června 2020,  [3]
- Mirka Spáčilová, iDNES.cz, 10. června 2020,  [4]
- Rimsy, MovieZone.cz, 5. června 2020,  [5]
- Kristina Roháčková, iROZHLAS, 11. června 2020,  [6]
- Tomáš Lesk, NaFilmu.cz, 10. června 2020,  [7]